# Polskt försvar
Den här artikeln använder algebraisk schacknotation för att beskriva schackdragen.
Polskt försvar är en ovanlig schacköppning som definieras av dragen:
1. d4 b5